# Peonage

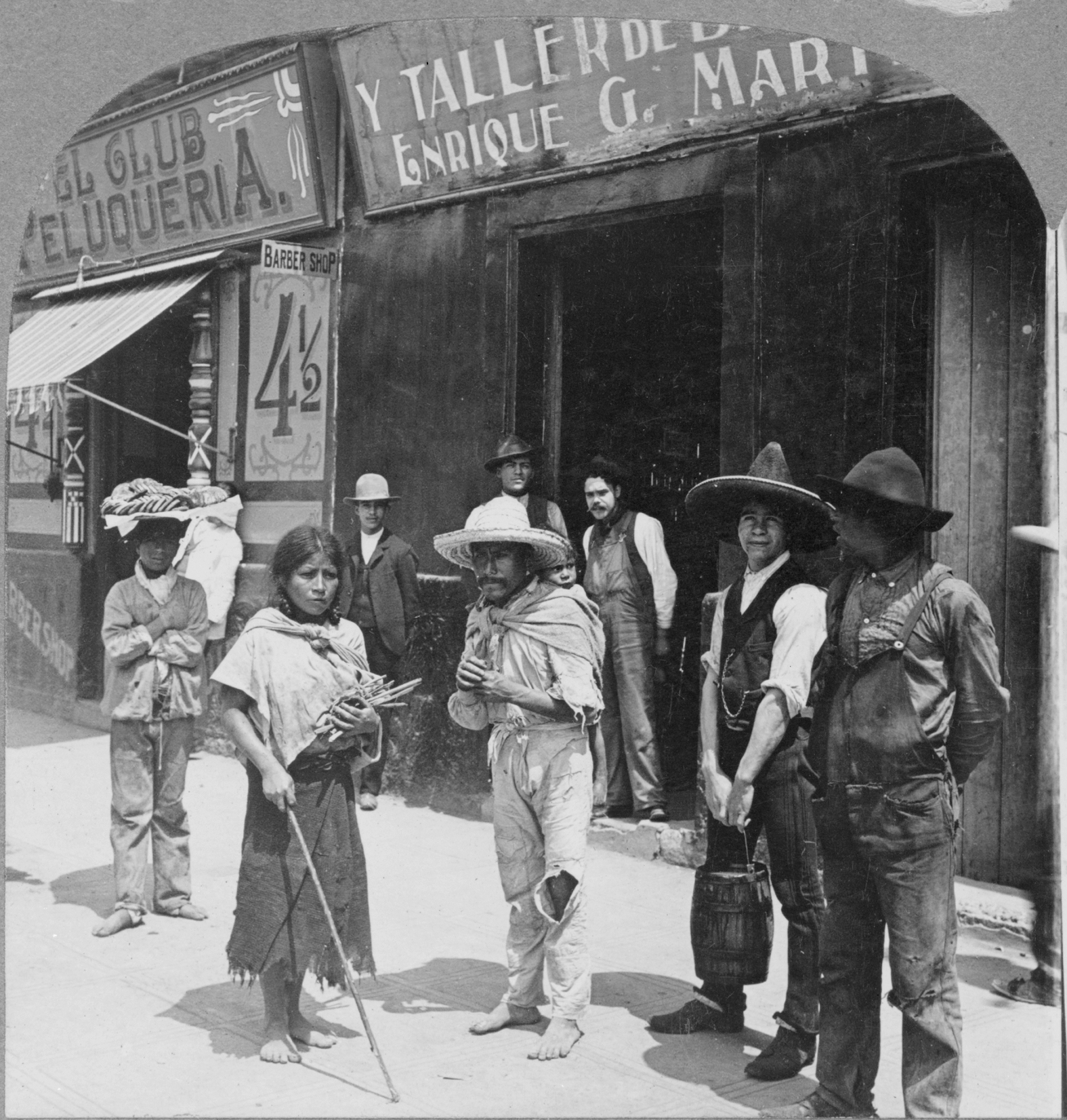
Peóns

Peonage (Spaans: peonaje) is een vorm van horigheid die bestond in Latijns-Amerika.
De peón, de horige, werd gedwongen op de haciënda van een grootgrondbezitter te werken, vaak om een schuld af te lossen. Peonage kwam op nadat gemeenschappelijke dorpsgronden door de regeringen per opbod verkocht werden. De rijken kregen uiteraard de meeste grond in handen en konden zo de boerenbevolking afpersen. Peóns werden vaak erg slecht gevoed, velen overleden aan de ontberingen. Het systeem van peonage was bijzonder schrijnend in Mexico onder de dictatuur van Porfirio Díaz (1876-1911), die dit systeem aanmoedigde. Het verzet hiertegen mondde uiteindelijk uit in de Mexicaanse Revolutie.
In delen van Latijns-Amerika bestaat dit systeem nog steeds, hoewel het officieel meestal verboden is.